# Proxicharonia palmeri
Proxicharonia palmeri is een slakkensoort uit de familie van de Cymatiidae. De wetenschappelijke naam van de soort werd voor het eerst geldig gepubliceerd in 1967 door Powell.